# Alnham
Alnham è un piccolo centro urbano della regione di Northumberland, nel nord dell'Inghilterra. È situata approssimativamente a 23 km (circa 14 miglia) a ovest di Alnwick.